# کوین کار
کوین کار (انگلیسی: Kevin Carr؛ زادهٔ ۶ نوامبر ۱۹۵۸) بازیکن فوتبال اهل بریتانیا است.
از باشگاه‌هایی که در آن بازی کرده‌است می‌توان به باشگاه فوتبال بلیث اسپارتانس، باشگاه فوتبال دارلینگتون، باشگاه فوتبال هارتل پول یونایتد، باشگاه فوتبال کارلایل یونایتد، باشگاه فوتبال نیوکاسل یونایتد، و باشگاه فوتبال برنلی اشاره کرد.